# ブラーツクダム
座標: 北緯56度17分9.1秒 東経101度47分9.9秒 / 北緯56.285861度 東経101.786083度

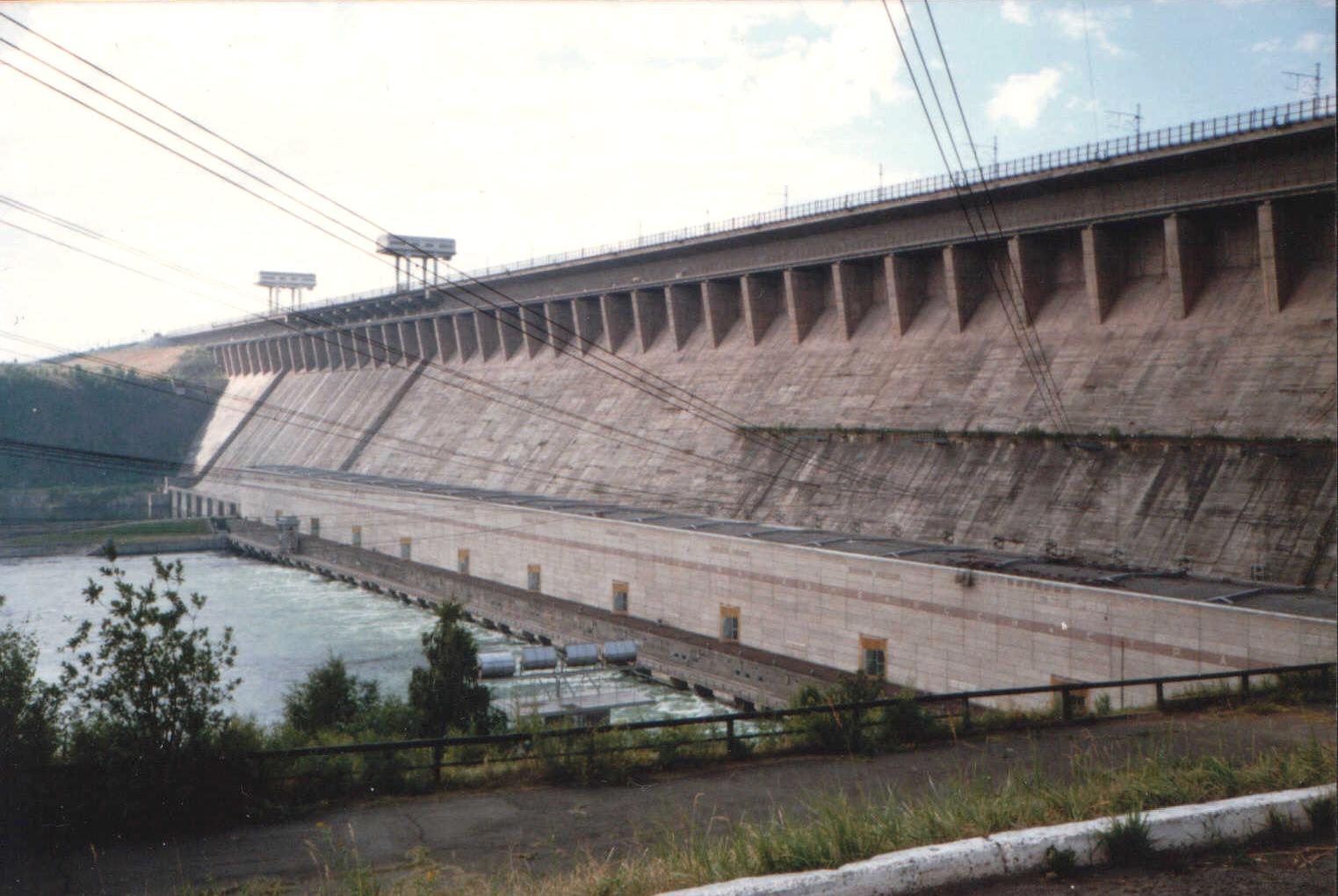
ブラーツクダム

ブラーツク・ダム（ロシア語:Бра́тское водохрани́лище）は、ロシア、ブラーツク市に存在するダム。 

## 概要
高さ125メートル、長さ1,505メートルのコンクリート重力式ダムと、高さ37メートル、長さ3710メートルのフィルダムからなる。貯水容量は約17,000億立方メートルで、世界第4位である。1964年に完成し、最大460万キロワットの水力発電を行っている。現在、ダムの堤頂には自動車道路とバイカル・アムール鉄道（バム鉄道）が存在している。 

## 歴史
バイカル湖から流れ出るアンガラ川は、ブラーツク下流でエニセイ川に合流する。アンガラ川側には相応の落差があることは古くから知られており、水力発電所の設置に好位置とされダム設置の計画が進められた。しかし、物資を運搬する手段もない僻地であり、ダム工事の着手はバム鉄道の延伸を待たねばならなかった。当地を目指した鉄道建設は、1940年代から進められており、ブラーツク付近の鉄道工事にはシベリア抑留で駆り出された日本人も強制労働として動員された。当地で倒れた日本人の墓地は、現在はダム湖の底に沈んでいる。 
ダムの本体工事は、バム鉄道の延伸を待って1958年から始められた。折しもスターリンの負の歴史精算が始まった時期であり、労働者は流罪処分を受けた政治犯ではなく、好待遇を条件に一般労働者が集められた。このため、ダムの近辺に存在したブラーツクの集落は、人口増により市に昇格した。 
1964年に完成したダムは、世界でも屈指の大きさを誇り、膨大な発電量はソビエト連邦の経済の基礎を支えた。巨大なダムの写真は、計画経済の優位性を示すプロパガンダに使われ、西側にも広く存在を知らしめた。
発電された電力を使うアルミニウムの精錬工場は、地元ブラーツクの基幹産業となり、ここで生産されるアルミニウムの一部はバム鉄道でワニノ港へ運ばれた後、日本へも輸出されている。冷戦終了後にアルミ精錬業が衰退した跡には、当地の冷涼な気候と豊富な電力を求めて仮想通貨のマイニング施設が集積するようになった。